# Mafa (Ethnie)
Die Mafa (auch Matakam) sind eine Ethnie aus Westafrika. Primär bewohnen sie den Norden des Kamerun sowie den Nordosten von Nigeria; im Mandara-Gebirge stellen sie die größte Ethnie. Etwa 200.000 Personen betrachten sich als Mafa. Sie sprechen Mafa, eine Variante der Tschadsprache.
Man geht davon aus, dass die Mafa sich in das Mandara-Gebirge vor Verfolgung durch die Fulbe geflüchtet haben; es gibt aber auch Hinweise, dass sie dieses Gebiet schon länger bewohnen könnten. Von den Fulbe kommt auch die Fremdbezeichnung Matakam.